# Équipe de Belgique de football à la Coupe du monde 2002
Cet article relate le parcours de l'Équipe de Belgique de football lors de la Coupe du monde de football de 2002 organisée en Corée du Sud et au Japon du 31 mai au 30 juin 2002.

## Effectif
| Numéro / Nom       | Numéro / Nom           | Club                   | Date de naissance | J.              | Buts            |                 |                 |                 |
| Gardiens de but    | Gardiens de but        | Gardiens de but        | Gardiens de but   | Gardiens de but | Gardiens de but | Gardiens de but | Gardiens de but | Gardiens de but |
| ------------------ | ---------------------- | ---------------------- | ----------------- | --------------- | --------------- | --------------- | --------------- | --------------- |
| 1                  | Geert De Vlieger       | Willem II Tilburg      | 16.10.1971        | 4               | 0               | 0               | 0               | 0               |
| 13                 | Franky Vandendriessche | Excelsior Mouscron     | 07.04.1971        | 0               | 0               | 0               | 0               | 0               |
| 23                 | Frédéric Herpoel       | La Gantoise            | 16.08.1974        | 0               | 0               | 0               | 0               | 0               |
| Défenseurs         |                        |                        |                   |                 |                 |                 |                 |                 |
| 2                  | Éric Deflandre         | Olympique lyonnais     | 02.08.1973        | 1               | 0               | 0               | 0               | 0               |
| 3                  | Glen De Boeck          | RSC Anderlecht         | 22.08.1971        | 2               | 0               | 0               | 0               | 0               |
| 4                  | Éric Van Meir          | Standard de Liège      | 28.02.1968        | 2               | 0               | 1               | 0               | 0               |
| 5                  | Nico Van Kerckhoven    | FC Schalke 04          | 14.12.1970        | 2               | 0               | 0               | 0               | 0               |
| 12                 | Peter van der Heyden   | FC Bruges              | 16.07.1976        | 2               | 1               | 1               | 0               | 0               |
| 15                 | Jacky Peeters          | La Gantoise            | 13.12.1969        | 3               | 0               | 0               | 0               | 0               |
| 16                 | Daniel Van Buyten      | Olympique de Marseille | 07.02.1978        | 4               | 0               | 1               | 0               | 0               |
| Milieux de terrain |                        |                        |                   |                 |                 |                 |                 |                 |
| 6                  | Timmy Simons           | FC Bruges              | 11.12.1976        | 4               | 0               | 0               | 0               | 0               |
| 7                  | Marc Wilmots           | FC Schalke 04          | 22.02.1969        | 4               | 3               | 0               | 0               | 0               |
| 8                  | Bart Goor              | Hertha BSC Berlin      | 09.04.1973        | 4               | 0               | 0               | 0               | 0               |
| 10                 | Johan Walem            | Standard de Liège      | 01.02.1972        | 3               | 1               | 0               | 0               | 0               |
| 14                 | Sven Vermant           | FC Schalke 04          | 04.04.1973        | 1               | 0               | 0               | 0               | 0               |
| 17                 | Gaëtan Englebert       | FC Bruges              | 11.06.1976        | 0               | 0               | 0               | 0               | 0               |
| 18                 | Yves Vanderhaeghe      | RSC Anderlecht         | 30.01.1970        | 4               | 0               | 2               | 0               | 0               |
| 19                 | Bernd Thijs            | KRC Genk               | 28.06.1978        | 0               | 0               | 0               | 0               | 0               |
| 21                 | Danny Boffin           | Saint-Trond VV         | 10.07.1965        | 0               | 0               | 0               | 0               | 0               |
| Attaquants         |                        |                        |                   |                 |                 |                 |                 |                 |
| 9                  | Wesley Sonck           | KRC Genk               | 09.08.1978        | 3               | 1               | 0               | 0               | 0               |
| 11                 | Gert Verheyen          | FC Bruges              | 20.10.1970        | 4               | 0               | 1               | 0               | 0               |
| 20                 | Branko Strupar         | Derby County           | 09.02.1970        | 2               | 0               | 0               | 0               | 0               |
| 22                 | Mbo Mpenza             | Excelsior Mouscron     | 04.12.1976        | 3               | 0               | 0               | 0               | 0               |
| Sélectionneur      |                        |                        |                   |                 |                 |                 |                 |                 |
|                    | Robert Waseige         |                        | 26.08.1939        |                 |                 |                 |                 |                 |

## Qualification

### Groupe 6
| 02.09.00 07.10.00 11.10.00 15.11.00 28.02.01 24.03.01 28.03.01 | Lettonie - Écosse Belgique - Croatie Saint-Marin - Écosse Lettonie - Belgique Croatie - Écosse Saint-Marin - Lettonie Belgique - Saint-Marin Écosse - Belgique Croatie - Lettonie Écosse - Saint-Marin | 0:1 0:0 0:2 0:4 1:1 0:1 10:1 2:2 4:1 4:0 | 25.04.01 02.06.01 06.06.01 01.09.01 05.09.01 06.10.01 | Lettonie - Saint-Marin Belgique - Lettonie Croatie - Saint-Marin Lettonie - Croatie Saint-Marin - Belgique Écosse - Croatie Saint-Marin - Croatie Belgique - Écosse Écosse - Lettonie Croatie - Belgique | 1:1 3:1 4:0 0:1 1:4 0:0 0:4 2:0 2:1 1:0 |    | Pays        | Buts | Pts |
| 02.09.00 07.10.00 11.10.00 15.11.00 28.02.01 24.03.01 28.03.01 | Lettonie - Écosse Belgique - Croatie Saint-Marin - Écosse Lettonie - Belgique Croatie - Écosse Saint-Marin - Lettonie Belgique - Saint-Marin Écosse - Belgique Croatie - Lettonie Écosse - Saint-Marin | 0:1 0:0 0:2 0:4 1:1 0:1 10:1 2:2 4:1 4:0 | 25.04.01 02.06.01 06.06.01 01.09.01 05.09.01 06.10.01 | Lettonie - Saint-Marin Belgique - Lettonie Croatie - Saint-Marin Lettonie - Croatie Saint-Marin - Belgique Écosse - Croatie Saint-Marin - Croatie Belgique - Écosse Écosse - Lettonie Croatie - Belgique | 1:1 3:1 4:0 0:1 1:4 0:0 0:4 2:0 2:1 1:0 | 1. | Croatie **  | 15:2 | 18  |
| 02.09.00 07.10.00 11.10.00 15.11.00 28.02.01 24.03.01 28.03.01 | Lettonie - Écosse Belgique - Croatie Saint-Marin - Écosse Lettonie - Belgique Croatie - Écosse Saint-Marin - Lettonie Belgique - Saint-Marin Écosse - Belgique Croatie - Lettonie Écosse - Saint-Marin | 0:1 0:0 0:2 0:4 1:1 0:1 10:1 2:2 4:1 4:0 | 25.04.01 02.06.01 06.06.01 01.09.01 05.09.01 06.10.01 | Lettonie - Saint-Marin Belgique - Lettonie Croatie - Saint-Marin Lettonie - Croatie Saint-Marin - Belgique Écosse - Croatie Saint-Marin - Croatie Belgique - Écosse Écosse - Lettonie Croatie - Belgique | 1:1 3:1 4:0 0:1 1:4 0:0 0:4 2:0 2:1 1:0 | 2. | Belgique *  | 25:6 | 17  |
| 02.09.00 07.10.00 11.10.00 15.11.00 28.02.01 24.03.01 28.03.01 | Lettonie - Écosse Belgique - Croatie Saint-Marin - Écosse Lettonie - Belgique Croatie - Écosse Saint-Marin - Lettonie Belgique - Saint-Marin Écosse - Belgique Croatie - Lettonie Écosse - Saint-Marin | 0:1 0:0 0:2 0:4 1:1 0:1 10:1 2:2 4:1 4:0 | 25.04.01 02.06.01 06.06.01 01.09.01 05.09.01 06.10.01 | Lettonie - Saint-Marin Belgique - Lettonie Croatie - Saint-Marin Lettonie - Croatie Saint-Marin - Belgique Écosse - Croatie Saint-Marin - Croatie Belgique - Écosse Écosse - Lettonie Croatie - Belgique | 1:1 3:1 4:0 0:1 1:4 0:0 0:4 2:0 2:1 1:0 | 3. | Écosse      | 12:6 | 15  |
| 02.09.00 07.10.00 11.10.00 15.11.00 28.02.01 24.03.01 28.03.01 | Lettonie - Écosse Belgique - Croatie Saint-Marin - Écosse Lettonie - Belgique Croatie - Écosse Saint-Marin - Lettonie Belgique - Saint-Marin Écosse - Belgique Croatie - Lettonie Écosse - Saint-Marin | 0:1 0:0 0:2 0:4 1:1 0:1 10:1 2:2 4:1 4:0 | 25.04.01 02.06.01 06.06.01 01.09.01 05.09.01 06.10.01 | Lettonie - Saint-Marin Belgique - Lettonie Croatie - Saint-Marin Lettonie - Croatie Saint-Marin - Belgique Écosse - Croatie Saint-Marin - Croatie Belgique - Écosse Écosse - Lettonie Croatie - Belgique | 1:1 3:1 4:0 0:1 1:4 0:0 0:4 2:0 2:1 1:0 | 4. | Lettonie    | 5:16 | 4   |
| 02.09.00 07.10.00 11.10.00 15.11.00 28.02.01 24.03.01 28.03.01 | Lettonie - Écosse Belgique - Croatie Saint-Marin - Écosse Lettonie - Belgique Croatie - Écosse Saint-Marin - Lettonie Belgique - Saint-Marin Écosse - Belgique Croatie - Lettonie Écosse - Saint-Marin | 0:1 0:0 0:2 0:4 1:1 0:1 10:1 2:2 4:1 4:0 | 25.04.01 02.06.01 06.06.01 01.09.01 05.09.01 06.10.01 | Lettonie - Saint-Marin Belgique - Lettonie Croatie - Saint-Marin Lettonie - Croatie Saint-Marin - Belgique Écosse - Croatie Saint-Marin - Croatie Belgique - Écosse Écosse - Lettonie Croatie - Belgique | 1:1 3:1 4:0 0:1 1:4 0:0 0:4 2:0 2:1 1:0 | 5. | Saint-Marin | 3:30 | 1   |

### Barrages
La Belgique parvient à se qualifier pour la phase finale de la coupe du monde aux dépens de la Tchéquie.
| 10 novembre 2001 | Belgique | 1 - 0 | Tchéquie | Stade Roi Baudouin, Bruxelles |
|                  |          |       |          | Arbitrage : Urs Meier         |
|                  | Détails  |       |          |                               |

| 14 novembre 2001 | Tchéquie | 0 - 1 | Belgique | Stadion Letná, Praha     |
|                  |          |       |          | Arbitrage : Anders Frisk |
|                  | Détails  |       |          |                          |

## Matchs de préparation
Après une courte victoire contre la Norvège en février, les Diables enchaînent des résultats décevants contre des équipes pourtant à leur portée. Conjugés à une série de forfaits pour la coupe du monde, ces faits suscitent les inquiétudes de la presse. La Belgique bat ensuite la France chez elle sur un but de Marc Wilmots à la dernière minute, puis remporte son dernier match contre le Costa Rica.
| Date            | Ville       | Équipe 1 | Équipe 2   | Résultat |
| 13 février 2002 | Bruxelles   | Belgique | Norvège    | 1 - 0    |
| 27 mars 2002    | Patras      | Grèce    | Belgique   | 3 - 2    |
| 17 avril 2002   | Bruxelles   | Belgique | Slovaquie  | 1 - 1    |
| 14 mai 2002     | Bruxelles   | Belgique | Algérie    | 0 - 0    |
| 18 mai 2002     | Saint-Denis | France   | Belgique   | 1 - 2    |
| 26 mai 2002     | Kumamoto    | Belgique | Costa Rica | 1 - 0    |

## Phase finale

### Premier tour - Groupe H
| Classement final |          |     |   |   |   |   |    |    |      |
|                  | Équipe   | Pts | J | G | N | P | BP | BC | Diff |
| 1                | Japon    | 7   | 3 | 2 | 1 | 0 | 5  | 2  | +3   |
| 2                | Belgique | 5   | 3 | 1 | 2 | 0 | 6  | 5  | +1   |
| 3                | Russie   | 3   | 3 | 1 | 0 | 2 | 4  | 4  | 0    |
| 4                | Tunisie  | 1   | 3 | 0 | 1 | 2 | 1  | 5  | -4   |

| 4 juin  | Japon    | 2 | 2 | Belgique |
| 5 juin  | Russie   | 2 | 0 | Tunisie  |
| 9 juin  | Japon    | 1 | 0 | Russie   |
| 10 juin | Belgique | 1 | 1 | Tunisie  |
| 14 juin | Japon    | 2 | 0 | Tunisie  |
| 14 juin | Belgique | 3 | 2 | Russie   |

#### Japon - Belgique
Pour son premier match contre l'un des pays hôtes du Mondial, la Belgique compense ses errements défensifs par deux superbes buts. Après une première mi-temps où les deux équipes s'observent, Marc Wilmots ouvre le score avant que le Japon n'égalise et prenne l'avance. Van der Heyden ramène ensuite les Diables à 2-2.
| 4 juin 2002                       | Japon                    | 2 - 2   | Belgique                         | Saitama Stadium, Saitama                        |                                                 |
| 18:00 · Historique des rencontres | Suzuki 59e · Inamoto 67e | (0 - 0) | Wilmots 57e · van der Heyden 75e | Spectateurs : 55 256 Arbitrage : William Mattus | Spectateurs : 55 256 Arbitrage : William Mattus |
| 18:00 · Historique des rencontres | (Rapport)                |         |                                  | Spectateurs : 55 256 Arbitrage : William Mattus | Spectateurs : 55 256 Arbitrage : William Mattus |

| Japon | Belgique |

| Japon:             |    |                       |     |     |
|                    |    |                       |     |     |
| Gardien de but     | 12 | Seigo Narazaki        |     |     |
|                    | 3  | Naoki Matsuda         |     |     |
|                    | 4  | Ryuzo Morioka         |     | 71e |
|                    | 5  | Junichi Inamoto       | 54e |     |
|                    | 7  | Hidetoshi Nakata      |     |     |
|                    | 11 | Takayuki Suzuki       |     | 68e |
|                    | 13 | Atsushi Yanagisawa    |     |     |
|                    | 16 | Koji Nakata           |     |     |
|                    | 18 | Shinji Ono            |     | 64e |
|                    | 21 | Kazuyuki Toda         | 31e |     |
|                    | 22 | Daisuke Ichikawa      |     |     |
| Remplaçants :      |    |                       |     |     |
|                    | 8  | Hiroaki Morishima     |     | 68e |
|                    | 14 | Alessandro dos Santos |     | 64e |
|                    | 17 | Tsuneyasu Miyamoto    |     | 71e |
| Sélectionneur :    |    |                       |     |     |
| Philippe Troussier |    |                       |     |     |

| Belgique:       |    |                      |     |     |
|                 |    |                      |     |     |
| Gardien de but  | 1  | Geert De Vlieger     |     |     |
|                 | 4  | Eric Van Meir        | 82e |     |
|                 | 6  | Timmy Simons         |     |     |
|                 | 7  | Marc Wilmots         |     |     |
|                 | 8  | Bart Goor            |     |     |
|                 | 10 | Johan Walem          |     | 68e |
|                 | 11 | Gert Verheyen        | 62e | 83e |
|                 | 12 | Peter Van der Heyden | 21e |     |
|                 | 15 | Jacky Peeters        |     |     |
|                 | 16 | Daniel Van Buyten    |     |     |
|                 | 18 | Yves Vanderhaeghe    |     |     |
| Remplaçants :   |    |                      |     |     |
|                 | 9  | Wesley Sonck         |     | 68e |
|                 | 20 | Branko Strupar       |     | 83e |
| Sélectionneur : |    |                      |     |     |
| Robert Waseige  |    |                      |     |     |

Homme du match:

 Junichi Inamoto

#### Tunisie - Belgique
Dans un match d'un faible niveau dans le chef des Diables, Tunisie et Belgique se quittent sur un score nul. Wilmots une nouvelle fois marque le premier but, quelques minutes avant l'égalisation tunisienne. Ce deuxième match nul fait craindre une élimination précoce de la Belgique, désormais obligée de battre la Russie pour son dernier match de poule.
| 10 juin 2002                      | Tunisie       | 1 - 1   | Belgique    | Ōita Stadium, Ōita                           |                                              |
| 18:00 · Historique des rencontres | Bouzaiene 17e | (1 - 1) | Wilmots 13e | Spectateurs : 39 700 Arbitrage : Mark Shield | Spectateurs : 39 700 Arbitrage : Mark Shield |
| 18:00 · Historique des rencontres | (Rapport)     |         |             | Spectateurs : 39 700 Arbitrage : Mark Shield | Spectateurs : 39 700 Arbitrage : Mark Shield |

| Tunisie | Belgique |

| Tunisie:        |    |                 |     |     |
|                 |    |                 |     |     |
| Gardien de but  | 1  | Ali Boumnijel   |     |     |
|                 | 2  | Khaled Badra    |     |     |
|                 | 6  | Hatem Trabelsi  | 68e |     |
|                 | 5  | Ziad Jaziri     |     | 77e |
|                 | 8  | Hassen Gabsi    | 22e | 67e |
|                 | 10 | Kaies Ghodhbane | 43e |     |
|                 | 12 | Raouf Bouzaiene |     |     |
|                 | 13 | Riadh Bouazizi  |     |     |
|                 | 15 | Radhi Jaïdi     |     |     |
|                 | 18 | Selim Benachour |     |     |
|                 | 21 | Mourad Melki    | 69e | 88e |
| Remplaçants :   |    |                 |     |     |
|                 | 3  | Zoubaier Baya   |     | 88e |
|                 | 11 | Adel Sellimi    |     | 67e |
|                 | 20 | Ali Zitouni     |     | 77e |
| Sélectionneur : |    |                 |     |     |
| Ammar Souayah   |    |                 |     |     |

| Belgique:       |    |                      |     |     |
|                 |    |                      |     |     |
| Gardien de but  | 1  | Geert De Vlieger     |     |     |
|                 | 2  | Eric Deflandre       |     |     |
|                 | 3  | Glen De Boeck        |     |     |
|                 | 6  | Timmy Simons         |     | 74e |
|                 | 7  | Marc Wilmots         |     |     |
|                 | 8  | Bart Goor            |     |     |
|                 | 11 | Gert Verheyen        |     | 46e |
|                 | 12 | Peter Van der Heyden |     |     |
|                 | 16 | Daniel Van Buyten    | 40e |     |
|                 | 18 | Yves Vanderhaeghe    |     |     |
|                 | 20 | Branko Strupar       |     | 46e |
| Remplaçants :   |    |                      |     |     |
|                 | 9  | Wesley Sonck         |     | 46e |
|                 | 14 | Sven Vermant         |     | 46e |
|                 | 22 | Mbo Mpenza           |     | 74e |
| Sélectionneur : |    |                      |     |     |
| Robert Waseige  |    |                      |     |     |

Homme du Match:

 Raouf Bouzaiene

#### Belgique - Russie
Pour ce dernier match aux allures d'un "seizième de finale", la Belgique l'emporte et accède au tour suivant aux dépens de la Russie, malgré une certaine fébrilité défensive.
| 14 juin 2002                      | Belgique                           | 3 - 2   | Russie                        | Shizuoka Stadium, Fukuroi                           |                                                     |
| 15:30 · Historique des rencontres | Walem 7e · Sonck 78e · Wilmots 82e | (0 - 0) | Beschastnykh 52e · Sychev 88e | Spectateurs : 46 640 Arbitrage : Kim Milton Nielsen | Spectateurs : 46 640 Arbitrage : Kim Milton Nielsen |
| 15:30 · Historique des rencontres | (Rapport)                          |         |                               | Spectateurs : 46 640 Arbitrage : Kim Milton Nielsen | Spectateurs : 46 640 Arbitrage : Kim Milton Nielsen |

| Belgique | Russie |

| Belgique:       |    |                     |     |       |
|                 |    |                     |     |       |
| Gardien de but  | 1  | Geert De Vlieger    |     |       |
|                 | 3  | Glen De Boeck       |     | 90+2e |
|                 | 5  | Nico Van Kerckhoven |     |       |
|                 | 7  | Marc Wilmots        |     |       |
|                 | 8  | Bart Goor           |     |       |
|                 | 10 | Johan Walem         |     |       |
|                 | 11 | Gert Verheyen       |     | 78e   |
|                 | 15 | Jacky Peeters       |     |       |
|                 | 16 | Daniel Van Buyten   |     |       |
|                 | 18 | Yves Vanderhaeghe   | 39e |       |
|                 | 22 | Mbo Mpenza          |     | 70e   |
| Remplaçants :   |    |                     |     |       |
|                 | 4  | Eric Van Meir       |     | 90+2e |
|                 | 6  | Timmy Simons        |     | 78e   |
|                 | 9  | Wesley Sonck        |     | 70e   |
| Sélectionneur : |    |                     |     |       |
| Robert Waseige  |    |                     |     |       |

| Russie:         |    |                       |     |     |     |
|                 |    |                       |     |     |     |
| Gardien de but  | 1  | Ruslan Nigmatullin    |     |     |     |
|                 | 2  | Youri Kovtun          |     |     |     |
|                 | 3  | Youri Nikiforov       |     | 43e |     |
|                 | 4  | Alexeï Smertine       | 14e | 34e |     |
|                 | 5  | Andreï Solomatine     | 12e |     |     |
|                 | 7  | Viktor Onopko         |     |     |     |
|                 | 8  | Valeri Karpin         |     | 82e |     |
|                 | 9  | Jegor Titov           |     |     |     |
|                 | 11 | Vladimir Beschastnykh |     |     |     |
|                 | 15 | Dmitri Alenitchev     | 64e |     |     |
|                 | 21 | Dmitri Khokhlov       |     |     |     |
| Remplaçants :   |    |                       |     |     |     |
|                 | 16 | Aleksandr Kerjakov    |     | 82e |     |
|                 | 18 | Dmitri Sennikov       |     | 43e | 84e |
|                 | 22 | Dmitri Sytchev        |     | 34e |     |
| Sélectionneur : |    |                       |     |     |     |
| Oleg Romantsev  |    |                       |     |     |     |

Homme du match:

 Marc Wilmots

### Huitième de finale

#### Brésil - Belgique
La Belgique se retrouve opposée au grand Brésil, dans un huitième de finale a priori déséquilibré. Pourtant, les Diables tiennent le choc pendant les trois quarts du match. Le futur vainqueur brésilien finit par éliminer la Belgique 2-0 et dans des conditions litigieuses puisque l'arbitre de la rencontre refuse un but de Marc Wilmots en fin de première mi-temps pour une poussée imaginaire alors que le score était de 0-0.
| 17 juin 2002                      | Brésil                    | 2 - 0   | Belgique | Stade du parc Misaki, Kobe                         |                                                    |
| 20:30 · Historique des rencontres | Rivaldo 67e · Ronaldo 87e | (0 - 0) |          | Spectateurs : 40 440 Arbitrage : Peter Prendergast | Spectateurs : 40 440 Arbitrage : Peter Prendergast |
| 20:30 · Historique des rencontres | (Rapport)                 |         |          | Spectateurs : 40 440 Arbitrage : Peter Prendergast | Spectateurs : 40 440 Arbitrage : Peter Prendergast |

| Brésil | Belgique |

| Brésil:             |    |                |     |     |
|                     |    |                |     |     |
| Gardien de but      | 1  | Marcos         |     |     |
|                     | 2  | Cafú           |     |     |
|                     | 3  | Lúcio          |     |     |
|                     | 4  | Roque Júnior   |     |     |
|                     | 5  | Edmílson       |     |     |
|                     | 6  | Roberto Carlos | 28e |     |
|                     | 8  | Gilberto Silva |     |     |
|                     | 9  | Ronaldo        |     |     |
|                     | 10 | Rivaldo        |     | 90e |
|                     | 11 | Ronaldinho     |     | 81e |
|                     | 19 | Juninho        |     | 57e |
| Remplaçants :       |    |                |     |     |
|                     | 7  | Ricardinho     |     | 90e |
|                     | 15 | Kléberson      |     | 81e |
|                     | 17 | Denílson       |     | 57e |
| Sélectionneur :     |    |                |     |     |
| Luiz Felipe Scolari |    |                |     |     |

| Belgique:       |    |                     |     |     |
|                 |    |                     |     |     |
| Gardien de but  | 1  | Geert De Vlieger    |     |     |
|                 | 5  | Nico Van Kerckhoven |     |     |
|                 | 6  | Timmy Simons        |     |     |
|                 | 7  | Marc Wilmots        |     |     |
|                 | 8  | Bart Goor           |     |     |
|                 | 10 | Johan Walem         |     |     |
|                 | 11 | Gert Verheyen       |     |     |
|                 | 15 | Jacky Peeters       |     | 72e |
|                 | 16 | Daniel Van Buyten   |     |     |
|                 | 18 | Yves Vanderhaeghe   | 24e |     |
|                 | 22 | Mbo Mpenza          |     |     |
| Remplaçant :    |    |                     |     |     |
|                 | 9  | Wesley Sonck        |     | 72e |
| Sélectionneur : |    |                     |     |     |
| Robert Waseige  |    |                     |     |     |

Homme du match :

 Rivaldo

## Source
- Site de l'URBSFA : actualité de l'équipe de Belgique (nl + fr + de + en)
- L'équipe de Belgique sur le site de la FIFA: infos et statistiques (fr + de + en + es)